# Rosenkranz Unserer Lieben Frau von den Tränen

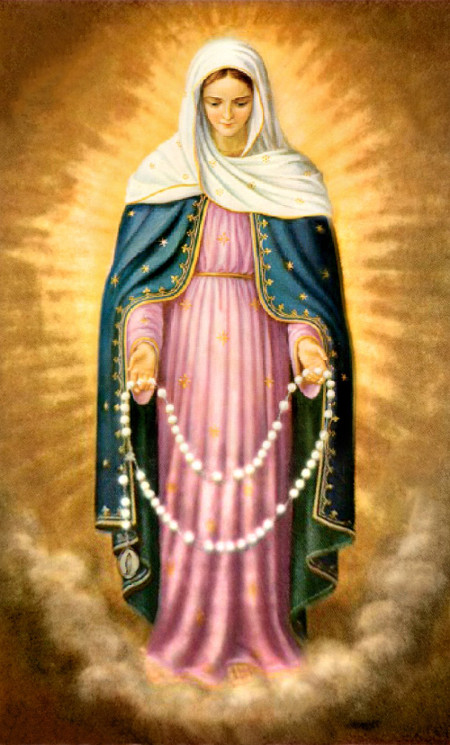
Unsere Liebe Frau der Tränen, als sie Schwester Amalia von Gegeißelten Jesus in Campinas (Brasilien) erschien.

Der Rosenkranz Unserer Lieben Frau von den Tränen, auch Krone der Tränen oder Rosenkranz der Tränen genannt, ist eine katholische religiöse Andacht, die auf den verschiedenen Erscheinungen beruht, die Schwester Amalia von Gegeißelten Jesus (1901–1977) in den 1930er Jahren empfing.

## Die Helferin der Armen und Notleidenden
Im Institut der Missionsschwestern vom Gekreuzigten Jesus, gegründet von Msgr. Franziskus von Campos Barreto, Bischof von Campinas (Brasilien), lebte eine Ordensfrau namens Schwester Amalia von Gegeißelten Jesus (durch die Taufe Amália Aguirre). Wie andere privilegierte Seelen – der heilige Franziskus von Assisi, Pater Pio von Pietrelcina und Therese Neumann – hatte sie die Stigmata Jesu an ihrem eigenen Körper.

Sie legte am 8. Dezember 1931 ihr ewiges Gelübde ab. Ihr großer Wunsch, einem Verwandten in einer Not zu helfen, führte sie am 8. November 1929 in die dortige Kapelle. Mit inständigen Gebeten soll sie Gottes Hilfe erbeten haben. In diesem Gebet soll sie die Auflage erhalten haben, ein Gebet für „Unsere Liebe Frau von den Tränen“ zu beten. Die Überlieferung beschreibt weiter, das Schwester Amalia in der gleichen Kapelle  am 8. März 1930 durch die  Mutter Gottes einen Rosenkranz erhalten habe. Die Erscheinung soll ihr hierzu gesagt haben: 

„Dieses ist der Rosenkranz meiner Tränen, der von meinem Sohne seinem geliebten Institute anvertraut wird als Anteil seines Vermächtnisses… Dieser Rosenkranz dient zur Bekehrung vieler Sünder, hauptsächlich der vom Teufel besessenen…“

 Hieraus entstand später der „Rosenkranz  Unserer Lieben Frau von den Tränen“, dem fromme Überlieferung ungezählte Gnadenerweise zugeschreibt.

## Das Rosenkranzgebet
Dieser spezielle Rosenkranz besteht aus 49 kleinen weiße Perlen, er wird jeweils durch sieben größere Perlen, den so genannten sieben Gesätzen, unterteilt. Zusätzlich sind an einer kleinen Kettenverlängerung drei kleine Perlen und die Medaille „Unserer Lieben Frau von den Tränen“ angebracht. In der Gebetsfolge wird kein Glaubensbekenntnis, kein  Vater Unser und auch nicht das Ave Maria gebetet, sie werden durch spezielle Gebetsergänzungen ersetzt.